# Chapelle Saint-Michel de Kaysersberg
La chapelle Saint-Michel est un monument historique situé à Kaysersberg, dans le département français du Haut-Rhin.

## Localisation
Ce bâtiment est situé place Jean-Ittel à Kaysersberg.

## Historique
L'édifice date du XVe siècle. Son ossuaire fait l'objet d'un classement au titre des monuments historiques depuis 1967.

## Architecture

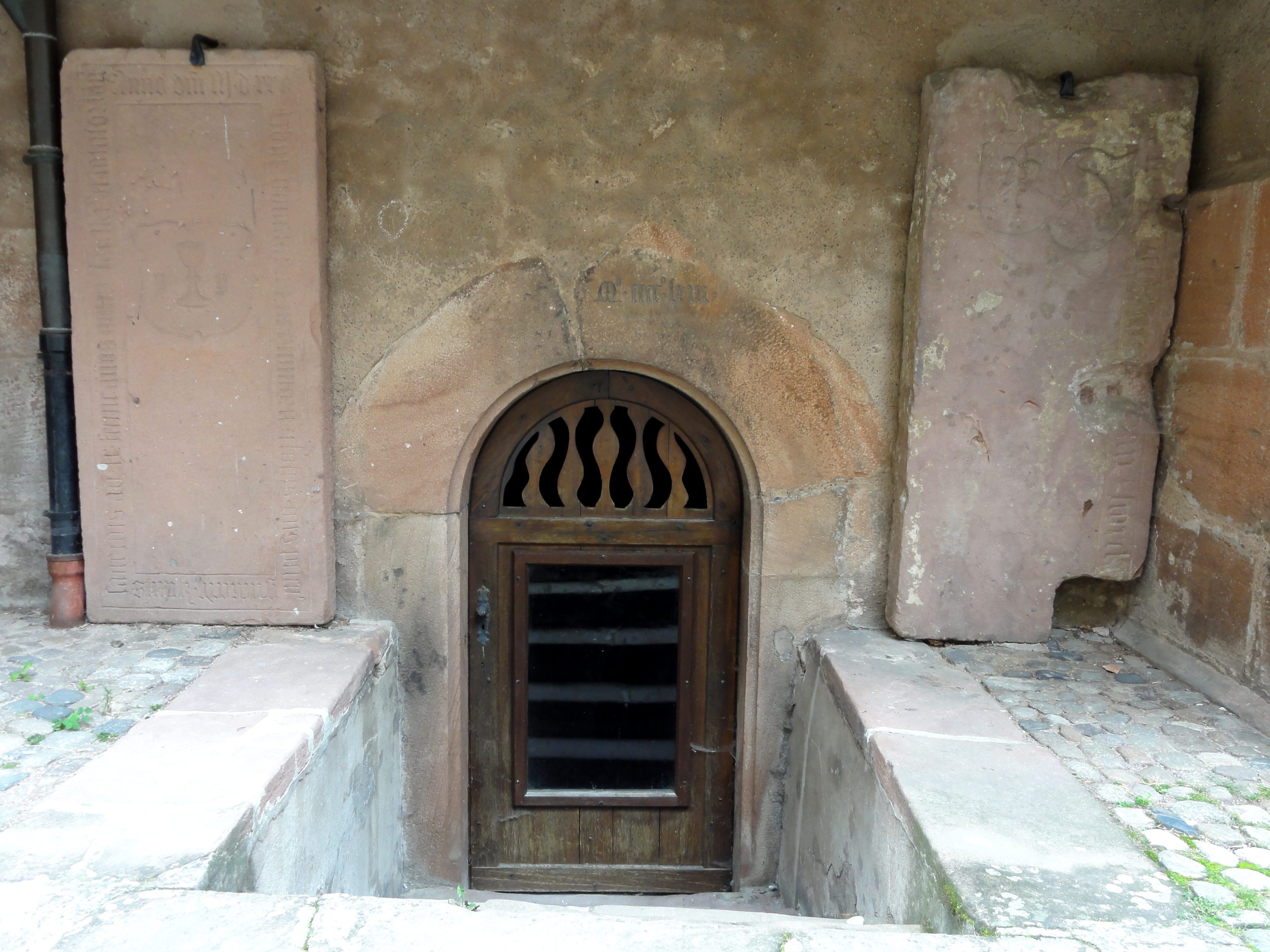
L'entrée de l'ossuaire.
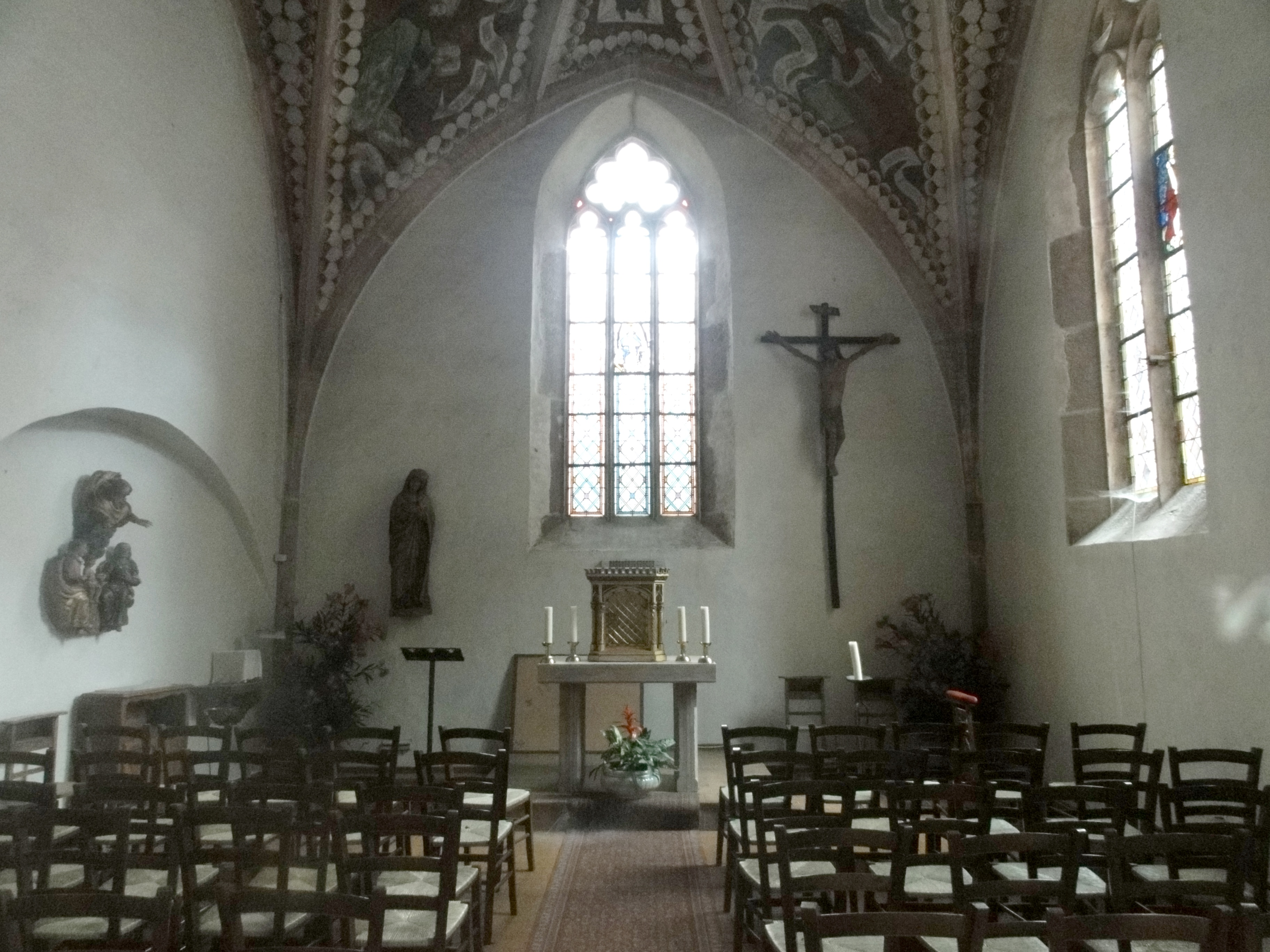
L'autel avec le chœur à chevet plat.
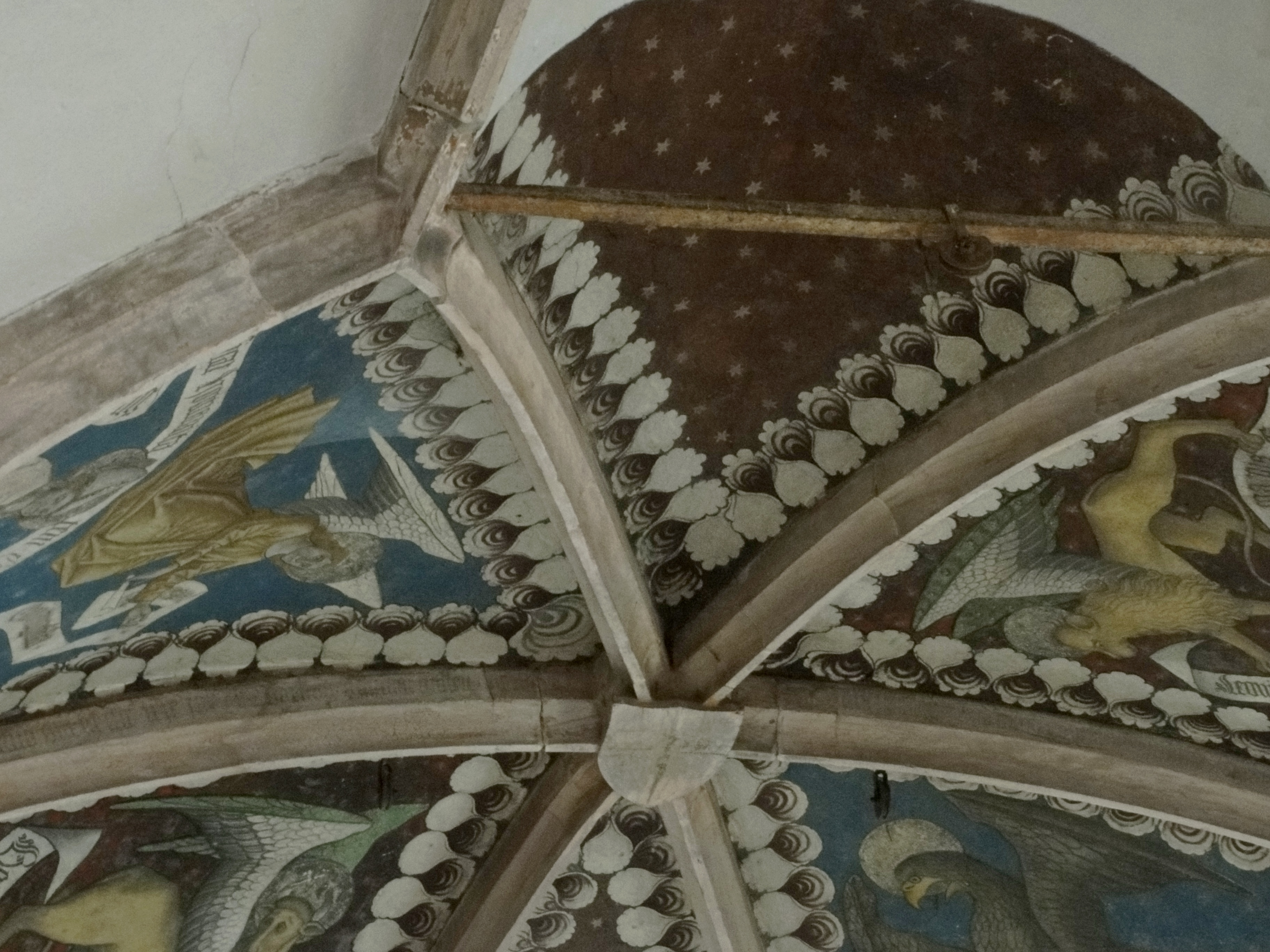
La voûte avec ses fresques.